# William Yeager
William "Bill" Yeager (San Francisco, 16 de juny de 1940) és un enginyer estatunidenc. Es va fer conegut per haver inventat el 1981, un multiprotocol per a encaminadors basat en paquets, denominat «Ships in the Night» («Vaixells a la Nit»), mentre era funcionari de la Universitat Stanford. El codi va ser llicenciat per l'empresa Cisco Systems i va formar part del nucli del primer Cisco IOS.